# Kristian Anttila
Matti Kristian Anttila, född 4 mars 1979 i Skövde, är en sverigefinsk sångare, musiker, låtskrivare och musikproducent. Han har gjort låtar med Olle Ljungström och Sylvia Vrethammar och haft listplaceringar med sina låtar "Vill ha dig", "Västra Frölunda" och "Smutser".

## Biografi
Anttila är uppväxt i Skövde men flyttade med sin mor till stadsdelen Västra Frölunda i Göteborg. Hans far är från Finland och hans mor från Bulgarien. Anttila har sagt att det var efter ett avslag till en fotografiskola som han bestämde sig för att bli musiker.
Anttila släppte sitt debutalbum Natta de mina 2003, där han gjorde det mesta själv. Från en början hade Anttila även spelat in, producerat och mixat skivan, men skivbolaget National krävde att Anttila lät någon annan producera ifall skivan skulle släppas. Producent blev istället Marco Manieri. Anttila hoppade av skivbolaget efter oenigheterna och turnerade flitigt på många av Sveriges stora festivaler såsom Hultsfredsfestivalen och Arvikafestivalen. Albumet fick ett svalt mottagande men med nästa skiva Innan bomberna från 2005 började Anttila synas och höras. Singeln Paul Weller spelades flitigt på radio och TV. Anttila spelade in, producerade, mixade och gav ut skivan själv. På skivan kan man bland annat höra Martin Axén från The Ark spela gitarr på låten Paul Weller och El Perro Del Mar på sång.
Anttila släppte sommaren 2007 singeln Vill ha dig som tog sig in på första plats i Sommartoppen, Tracks och SVT:s Grand Prix.
I maj 2008 släpptes singeln Smutser, en låt som handlar om Snövits åttonde dvärg vi aldrig fick lära känna riktigt, enligt Anttila. Delar av texten till låten blev censurerad i bland annat ZTV och P3. Det blev då också klart att tredje albumet Lille Napoleon skulle släppas 11 juni (2008). Det skedde storbolaget EMI och Anttila besökte de flesta svenska festivalerna den sommaren.
I september månad kom det en tredje singel i form av Västra Frölunda som tog sig till sjunde plats på Tracks.
30 januari 2009 hade videon till Din Kärlek premiär på MSN.se, gjord av konstnärerna Marcus Jonsson och Chris Magnusson. I april 2009 blev det även klart att låten Vill ha dig skulle vara med på tv-spelet Singstar: Svenska Stjärnor. Ungefär samtidigt släppte The Animal Five singeln Turning Vorgen där Anttila medverkar på sång, gitarr och bas. Det var inte första gången de samarbetade; sångaren Martin von Inghardt var till exempel med och körade på låten Smutser.
1–3 oktober 2009 turnerade han tillsammans med gruppen Babian i turnepaketet Schweinfest i Tyskland, där han för första gången uppträdde med låtar på engelska. Engelskan blev mer märkbar när Anttila den 28 april 2010 släppte singeln Världens snuskigaste man och plötsligt blandade engelska och svenska i sina texter.
Den 29 september 2010 släpptes fjärde albumet Svenska Tjejer på Universal Music. Albumet är precis som titeln antyder en tema skiva om svenska tjejer och alla låtar förutom första singeln har flicknamn som titel. Både Olle Ljungström och Sylvia Vrethammar sjunger duetter på albumet. På singeln med Olle Ljungströms låt Josefine valde dock Anttila att ha med artisten John Olav Nilsen istället.
2012 kom Anttila tillbaka till skivbolaget National och släppte skivan Djur & människor. Den togs inte emot så väl och försatte Anttila i en depression. Anttila började istället turnera ensam med en akustisk gitarr och på väldigt små ställen. Han har turnerat flitigt och besökt i princip hela Sverige samt Brasilien, Argentina, Paris, Hongkong, Peking, Barcelona och Berlin. Samma år tolkade Darin hans duett med Sylvia Vrethammar - Magdalena (Livet före döden) i TV-programmet Så mycket bättre.
Kristian Anttila firade 10 år som artist under 2013 och släppte singeln Rock'n'roll Babbe och duetten Säg Nej Till Mig med El Perro Del Mar. Den sistnämnda spelades flitigt i P3 under hösten. Låtarna tillhörde samlingsalbumet Popruna.
2015 arbetade Anttila på nytt material som blev den personliga och helt akustiska skivan Rum 4 Avd 81, som gavs ut i februari 2016 av Birds Records. Den berörde Anttilas tid som inlagd på en psykiatrisk avdelning i Göteborg och tar upp hans problem med depressioner, ångest, tvångsbeteenden, missbruk och självmordstankar. Albumet mottogs väldigt väl och anses enligt många kritiker vara hans bästa.
2017 var hans låt Oceaner från albumet Lille Napoleon med i en stor bilreklam. Det skulle dröja sju år innan man fick en ny låt från Anttila. Glöm mig är skriven i Bergmanhuset på Fårö och släpptes den 11 maj 2023.

### Utmärkelser
- 2018 - Bergman-stipendiet[19]

## Diskografi

### Album
- 2003 - Natta de mina
- 2005 - Innan bomberna
- 2008 - Lille Napoleon
- 2010 - Svenska tjejer
- 2012 - Djur & människor
- 2016 - Rum 4 Avd. 81

### Singlar
- 2003 - Bereden väg
- 2003 - Pang!
- 2003 - Självmordsblond
- 2004 - Harhjärta EP
- 2005 - Sockerläpp EP
- 2005 - Paul Weller
- 2007 - Vill ha dig
- 2008 - Smutser
- 2008 - Västra Frölunda
- 2009 - Din kärlek
- 2010 - Världens snuskigaste man
- 2010 - Magdalena (med Sylvia Vrethammar)
- 2011 - Lena
- 2011 - Josefine (med John Olav Nilsen)
- 2012 - Hisingen - Manhattan
- 2012 - Vykort från ingenstans
- 2013 - Rock'n'roll babbe
- 2013 - Säg nej till mig (med El Perro Del Mar)
- 2015 - Live på Story Hotel (EP)
- 2017 - Oceaner
- 2017 - Live
- 2023 - Glöm mig
- 2023 - Igen och igen

### Samlingsalbum
- 2013 - Popruna 2003–2013

## Medverkan på andra artisters skivor
- 2006 - Låten "Heaven's Gate" på sångaren Thomaz Ransmyrs album If I Ever Die (Thundering Refridgerator Records)
- 2009 - Sång, bas, gitarr och arrangemang i Låten "Turning Vorgen" på bandet The Animal Fives album Je Ne Sais Quack (Så länge skutan kan gå records)
- 2012 - Duetten "Death Do Us Part" på sångaren Thomaz Ransmyrs album Nobody's Child (Thundering Refridgerator Records)